# Tachai Bagarchhap
Tachai Bagarchhap est un comité de développement villageois du Népal situé dans le district de Manang. Au recensement de 2011, il comptait 544 habitants.